# Хоксби, Фрэнсис
Фрэнсис Хоксби (1666—1713) — английский физик-экспериментатор и конструктор научных инструментов, член Лондонского королевского общества (1705).
До 1704 года проводил опыты в своей мастерской, в дальнейшем — в Королевском обществе. Изучал распространение звука в воздухе и других средах, атмосферную рефракцию, электрические явления, электролюминесценцию, капиллярность, создал ряд физических приборов.
В 1706 году сконструировал первую стеклянную электрическую машину, усовершенствовал воздушный насос (1709). Один из наиболее ранних исследователей электрических разрядов, в 1710 году открыл свечение воздуха в стеклянной трубке при электрическом разряде. Обнаружил «электрический ветер».